# 贝翁
贝翁（法語：Béon，法語發音：[beɔ̃]）是法国勃艮第-弗朗什-孔泰大区约讷省的一个市镇，属于欧塞尔区。

## 地理
贝翁（47°57'23"N, 3°19'20"E）面积15.41 平方千米，位于法国勃艮第-弗朗什-孔泰大區约讷省，该省份为法国中北部内陆省份，西接卢瓦雷省，西北接塞纳-马恩省，南至涅夫勒省，东临科多尔省，东北与奥布省接壤。
与贝翁接壤的市镇（或旧市镇、城区）包括：塞济、拉塞勒圣西尔、尚夫尔、茹瓦尼、塞波-圣罗曼、蒙托隆。

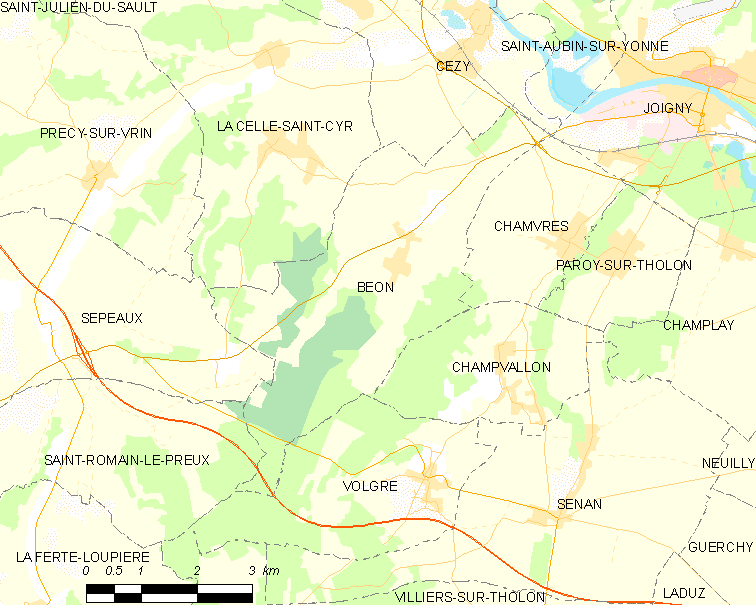
贝翁的OSM定位图

贝翁的时区为UTC+01:00、UTC+02:00（夏令时）。

## 行政
贝翁的邮政编码为89410，INSEE市镇编码为89037。

## 政治
贝翁所属的省级选区为茹瓦尼县。

## 人口

1962-2008年间贝翁人口变化图示

贝翁于2022年1月1日时的人口数量为524人。